# ألفوبيل
ألفوبيل (بالإنجليزية: Alphubel)‏ هو أحد جبال سلسلة جبال الألب بينيني ويقع في كانتون فاليز في سويسرا. يحتل المرتبة رقم 10 في قائمة جبال سويسرا من حيث الارتفاع، إذ يبلغ ارتفاعه حوالي 4206 متر، بينما يبلغ ارتفاع نتوء الجبل 359 متر، هذا وقد سجل أول وصول لقمة الجبل عام 1860.